# Gullhaug
Gullhaug är en tätort i Holmestrands kommun i Vestfold fylke i sydöstra Norge. Orten ligger där fylkesväg 315 möter fylkesväg 3244, vid sidan av Europaväg 18, nordväst om staden Holmestrand.
Tidigare har orten tillhört dåvarande Botne kommun.